# Łosice
Łosice – miasto w województwie mazowieckim, nad rzeką Toczną, w powiecie łosickim, siedziba gminy miejsko-wiejskiej Łosice. W latach 1975–1998 miasto administracyjnie należało do województwa bialskopodlaskiego.
Łosice uzyskały lokację miejską w 1505 roku, zdegradowane w 1869 roku, ponowne nadanie praw miejskich w 1919 roku. Były miastem królewskim Korony Królestwa Polskiego w starostwie łosickim ziemi mielnickiej województwa podlaskiego w 1795 roku.
Według danych z 30 czerwca 2020 miasto miało 7028 mieszkańców.

## Położenie

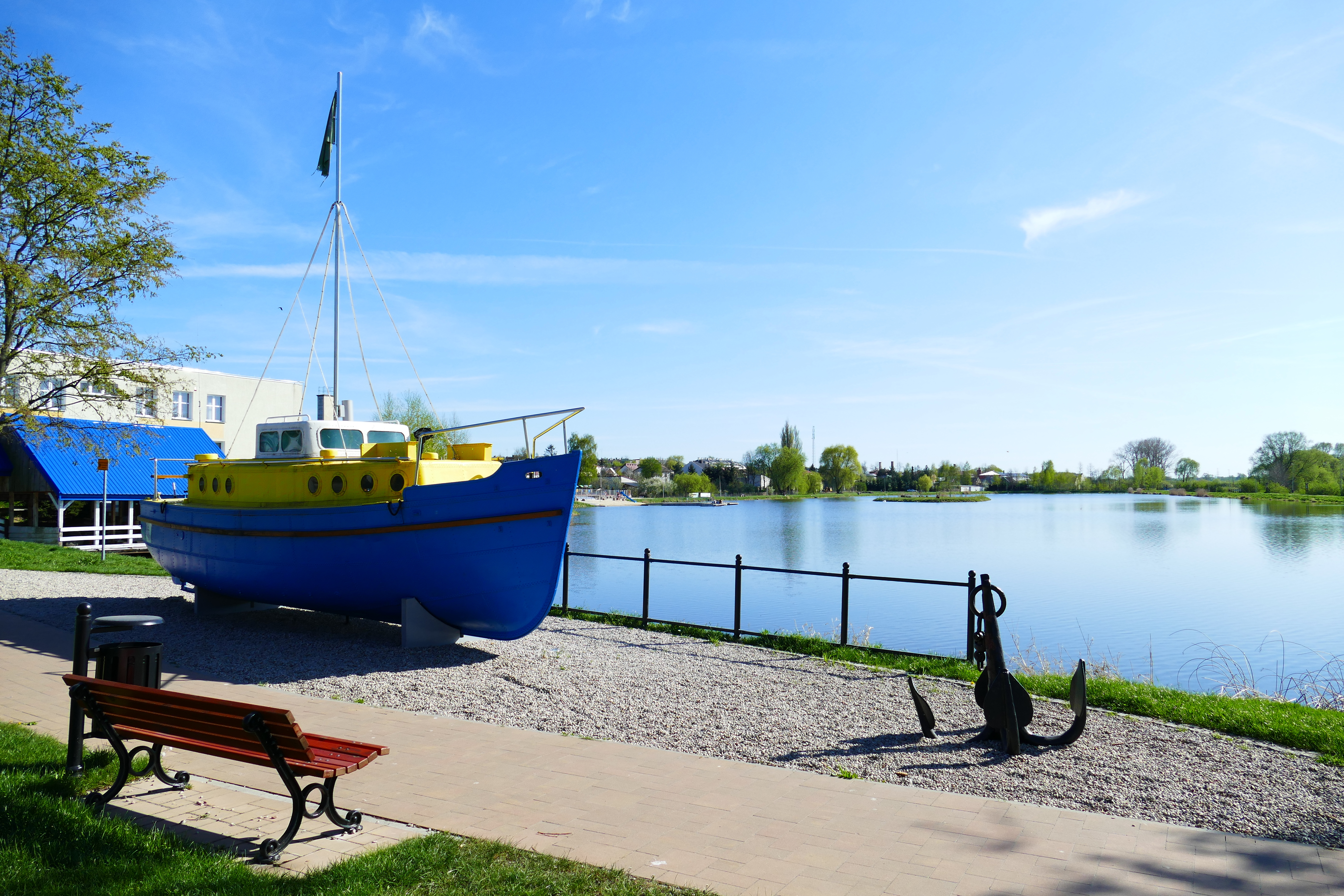
Zalew na rzece Toczna

Na Południowym Podlasiu, we wschodniej części Wysoczyzny Siedleckiej, 30 km na wschód od Siedlec i ok. 120 km na wschód od Warszawy, ok. 35 km na północny zachód od Białej Podlaskiej, ok. 60 km od przejścia granicznego w Terespolu i Kukurykach. Miasto jest położone na terasie pradolinnym rzeki Tocznej (lewego dopływu Bugu o dł. 35 km.), 165 m n.p.m. na Wysoczyźnie Siedleckiej. Część wschodnią miasta otaczają pasma moreny, zbudowane z warstwowych piasków i żwirów. Okolice Łosic otaczają wzgórza kemowe.

## Historia

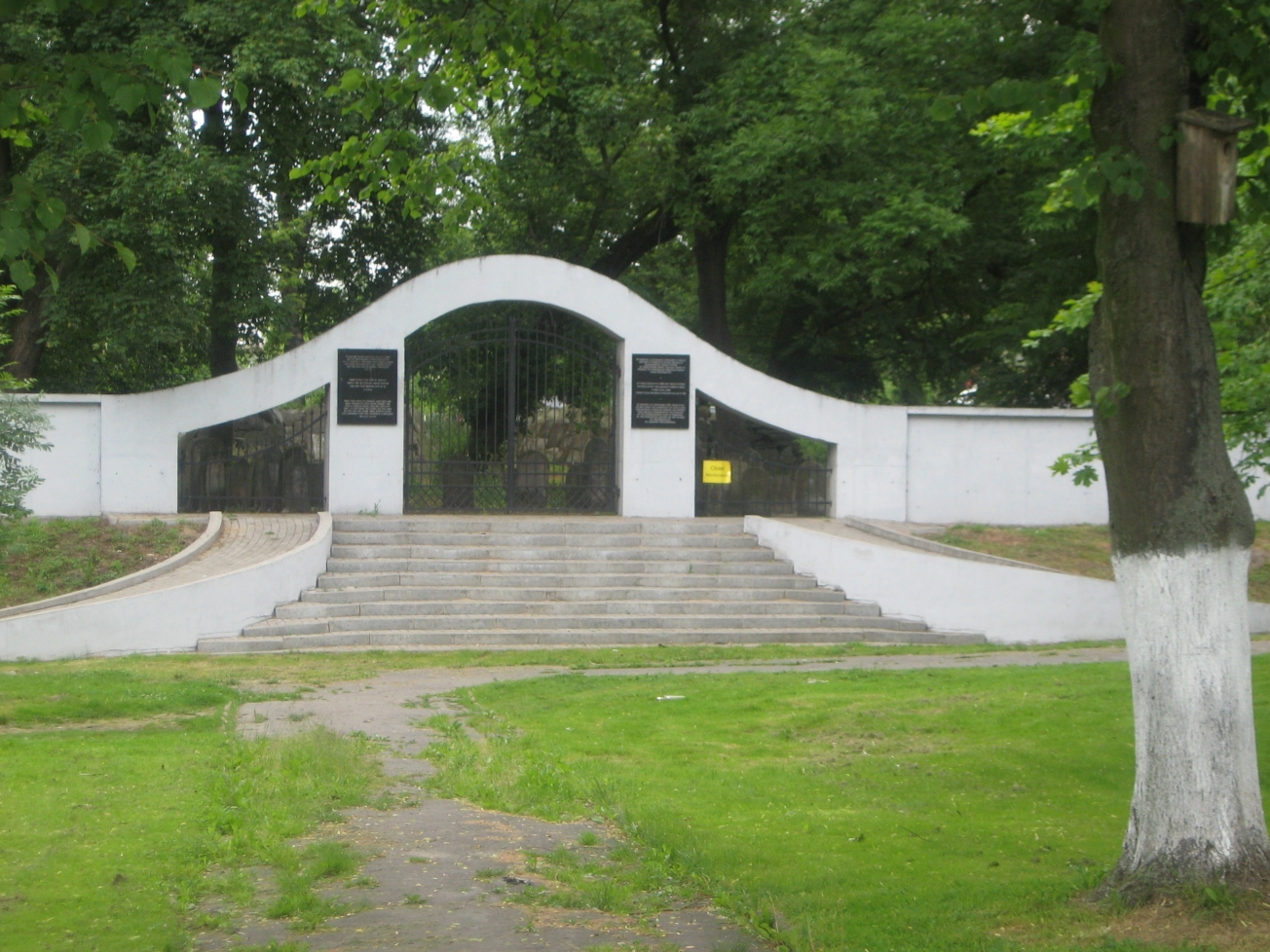
Cmentarz żydowski

Pierwsze wzmianki o Łosicach pochodzą z 1264. Około 6 km na pn.-wsch. od dzisiejszych Łosic, wśród dawnych bagien znajduje się grodzisko w Dzięciołach, datowane na XI–XII w. Grodzisko ma kształt kolisty o średnicy 256 m. Oprócz grodziska w Dzięciołach (zwanego „okopy”), grodziska średniowieczne znajdują się w Klimach, Ostromęczynie, Chłopkowie, Huszlewie i Walimie. Prawdopodobnie osada z Dzięciołów została przeniesiona w inne miejsce, na teren obecnych Łosic, umożliwiające regularne rozplanowanie miasta i dogodny dojazd z różnych stron. Mimo że Łosice, jak i Brześć nad Bugiem od początków powstały jako osady Mazowszan, to z powodów geopolitycznych okolice miejscowości w średniowieczu były miejscem styku 2 elementów etniczno-kulturowych: mazowieckiego i ruskiego. Obszar Łosic zajmowały w XIII w. osady ruskie. W XV w. w rejonie Łosic znajdowały się wsie drobnej szlachty mazowieckiej. W 1505 król Polski Aleksander Jagiellończyk w Radomiu przenosi miasto Łosice z prawa ruskiego na prawo magdeburskie. Sądownictwo nad mieszczanami miał sprawować wójt, a sprawami miejskimi mieli zarządzać burmistrz i rajcy. Przywilej zezwalał na budowę ratusza, wagi, postrzygalni sukna, urządzanie targu cotygodniowego i czterech jarmarków rocznie. 4 jarmarki odbywały się w dniach 24 czerwca (Jana Chrzciciela), 13 lipca (św. Małgorzaty), 15 sierpnia (Wniebowzięcie NMP) i 29 września (św. Michała), sobota zaś była dniem targowym. W Łosicach istniały wówczas dwie cerkwie prawosławne – Zaśnięcia Matki Bożej i św. Michała. 1511 erygowano w mieście parafię katolicką. Dzierżawa łosicka należała do starostwa w Mielniku, później była oddzielnym starostwem. W jego skład weszły miasto Łosice oraz 8 wsi: Kornica, Rudka, Szpaki, Szydłówka, Olszanka, Prochenki, Łepki i Korczówka, a parafia łosicka składała się z 10 wsi ziemiańskich. Na mocy specjalnego przywileju Władysława IV miasto posiadało prawo sprzedaży trunków w całym kraju.
W 1648 obydwie prawosławne parafie w mieście przeszły na unię. W kwietniu 1657 doszło do koncentracji polskich sił wojskowych oraz pospolitego ruszenia pod Łosicami. Spotkały się dywizje Czarnieckiego, Lubomirskiego i grupa litewska Sapiehy. Musieli oni walczyć nie tylko ze Szwedami, ale również z księciem siedmiogrodzkim, który miał nadzieję na uzyskanie korony polskiej. Ich liczbę można oceniać na 25 tys. regularnych żołnierzy. Wobec braku piechoty zdecydowano o odwrocie w kierunku Brześcia, zaś Czarniecki został wezwany przez króla Jana Kazimierza do Dankowa. Pod koniec XVII w. zaczęli w Łosicach osiadać Żydzi. Stanowili oni dla mieszczan konkurencję. W okresie Księstwa Warszawskiego awansowały do rangi miasta powiatowego. Pełniły tę funkcję w okresie Królestwa Polskiego. Łosiczanie wzięli liczny udział w powstaniu listopadowym i powstaniu styczniowym. Miasto utraciło prawa miejskie w 1869, a odzyskało w 1915. Prawa miejskie Łosic na przestrzeni wieków były potwierdzane 17 razy przez 12 królów polskich. W 1892 Łosice nawiedził duży pożar. W 1875, wskutek likwidacji unickiej diecezji chełmskiej, jedyna istniejąca cerkiew w Łosicach (Zaśnięcia Matki Bożej) stała się ponownie cerkwią prawosławną. Do 1887 na jej miejscu wzniesiono nową świątynię prawosławną, którą w wymienionym roku konsekrował arcybiskup chełmsko-warszawski Leoncjusz.
W 1905 Łosice znajdowały się w powiecie konstantynowskim. W Łosicach wtedy odbyły się antyrządowe demonstracje młodzieży, a także wybuchły walki chłopskie o wprowadzenie języka polskiego do administracji gminnej oraz strajki robotników rolnych. Po rewolucji 1905 i ukazie tolerancyjnym wybudowano w Łosicach nowy kościół katolicki.
W czasie I wojny światowej Łosice i okolice były obszarem okupacji niemieckiej. Nie weszły jednak w skład Generalnego Gubernatorstwa Warszawskiego, tylko miały być przedmiotem ewentualnych przetargów na wypadek utworzenia w przyszłości pro-niemieckiego państwa ukraińskiego i były pod zarządem niemieckiej komendy etapów Ober-Ost. W 1923 łosicka cerkiew została zrewindykowana na rzecz Kościoła katolickiego, zaś w 1929 – już jako kościół Chrystusa Miłosiernego – została przeniesiona do Dęblina.
W 1939 Łosice miały 5730 mieszkańców, z czego 48% stanowili Żydzi. Pełnili oni czołową rolę w miejscowym życiu gospodarczym, będąc właścicielami 2 banków, hotelu „Krakowski”, 5 piekarni, 4 młynów, 3 olejarni, mydlarni, 8 piwiarni, 5 herbaciarni, 2 zakładów fryzjerskich, 2 restauracji, kawiarni, 34 z 39 sklepów spożywczych, 12 sklepów bławatnych, 12 galanteryjnych, 2 kolonialnych, 1 monopolowego oraz 1 tytoniowego. Mieszkało to również kilkunastu żydowskich kupców zbożowych i handlarzy skór, 16 rzeźników, 8 szewców, 8 krawców, 5 czapników, 3 kowali, ślusarz i rymarz.
Łosice i ich najbliższe okolice w latach II wojny światowej były bazą działania ruchu oporu i widownią wielu akcji zbrojnych. W rejonie miasta walczył oddział 34 pułku piechoty pod dowództwem mjr. Stefana Wyrzykowskiego ps. Zenon. W okresie okupacji wielotysięczna miejscowa społeczność żydowska została zamknięta w utworzonym w tym celu getcie. W 1942 po likwidacji getta kilka tysięcy Żydów z Łosic zostało wywiezionych i zamordowanych w obozie zagłady w Treblince. Niemcy zniszczyli także miejscowy kirkut.
6 sierpnia 1944 Łosice zostały zajęte przez Armię Radziecką, lecz jeszcze do 1950 trwał okres powojennego niepokoju. Oddziały zbrojne Narodowych Sił Zbrojnych w styczniu 1945 opanowały Łosice. Podziemie zamordowało burmistrza miasta – członka PPR – J. Pietruczuka i jego córkę. Ponadto do aktywnego Podziemia zaliczano Ruch Oporu AK, Delegaturę Sił Zbrojnych i Zrzeszenie Wolność i Niezawisłość.
W 1956 Łosice ponownie zostały siedzibą powiatu w województwie warszawskim. W latach 1975–1998 były miastem-gminą w województwie bialskopodlaskim, a od 1 stycznia 1999 zostały siedzibą powiatu w województwie mazowieckim.

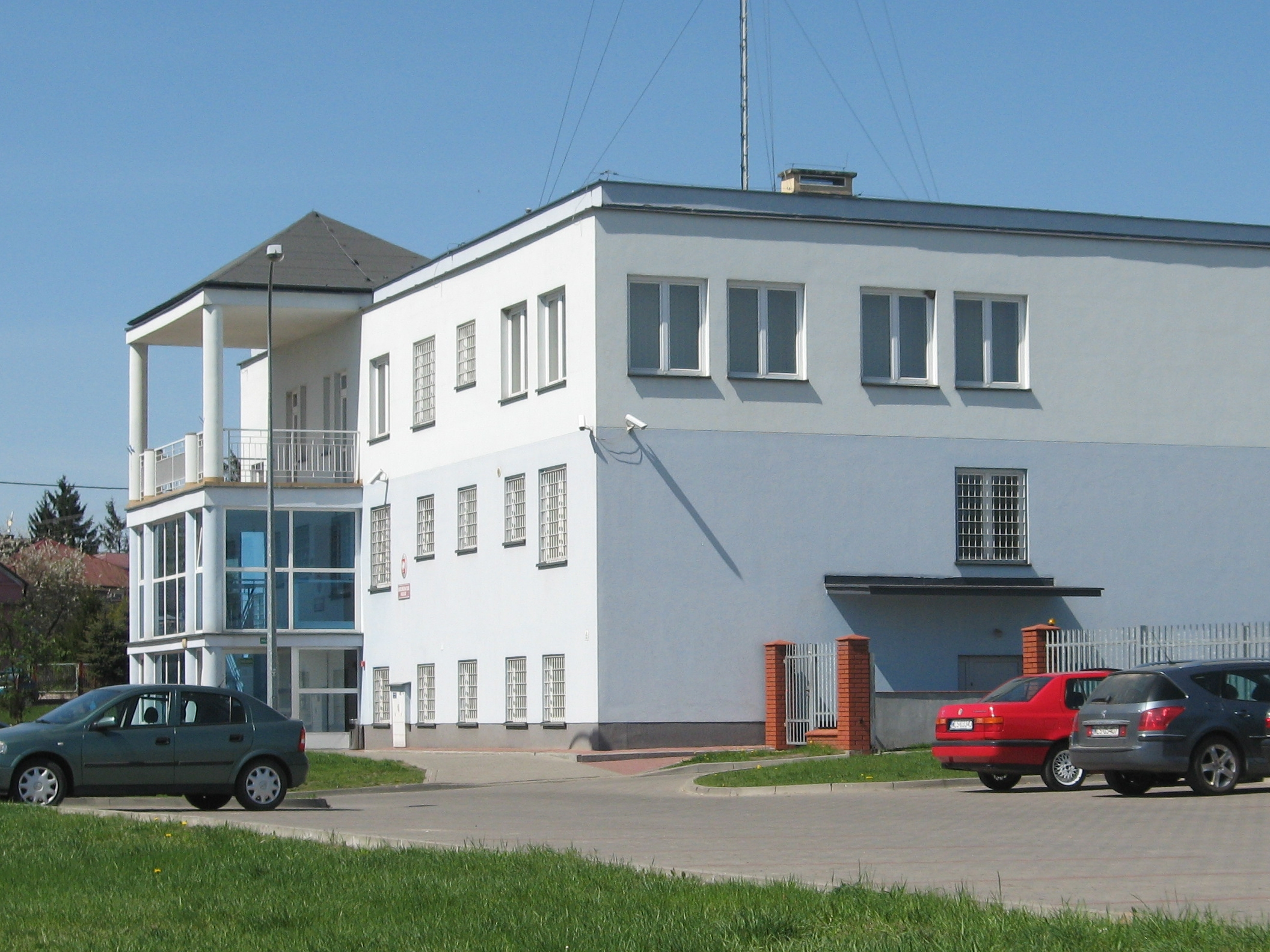
Komenda policji

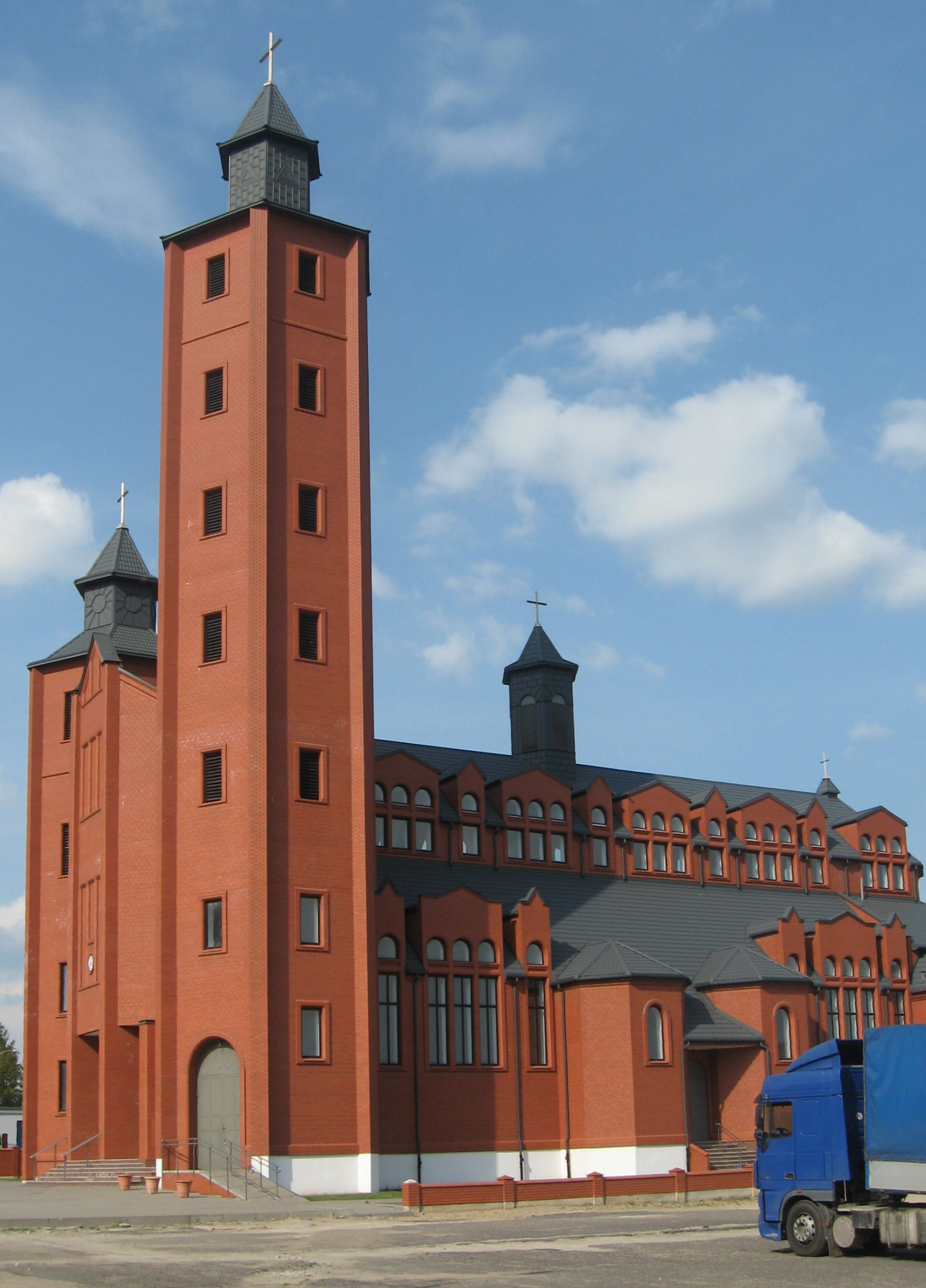
Kościół Trójcy Świętej

Przynależność administracyjno-polityczna Łosic:
- 1333-1520 – Wielkie Księstwo Litewskie;
- 1520-1569 – Wielkie Księstwo Litewskie, województwo podlaskie;
- 1569-1795 – Korona Polska, województwo podlaskie;
- 1795-1809 – zabór austriacki;
- 1809-1815 – Księstwo Warszawskie, departament siedlecki, Łosice – stolicą powiatu;
- 1816-1837 – Królestwo Polskie, województwo podlaskie, obwód bialski, powiat łosicki;
- 1837-1842 – Królestwo Polskie, gubernia siedlecka, powiat łosicki;
- 1842-1845 – Królestwo Polskie, gubernia siedlecka, powiat bialski, okręg łosicki;
- 1845-1866 – Królestwo Polskie, gubernia lubelska;
- 1867-1912 – Królestwo Polskie, gubernia siedlecka, powiat konstantynowski;
- 1912-1914 – Królestwo Polskie, gubernia chełmska, powiat konstantynowski;
- 1914-1918 – pod zarządem komendy Ober-Ost;
- 1918-1932 – Polska, województwo lubelskie, powiat konstantynowski;
- 1932-1939 – Polska, województwo lubelskie, powiat siedlecki;
- 1939-1944 – Generalne Gubernatorstwo, dystrykt warszawski;
- 1944-1949 – Polska, województwo lubelskie, powiat siedlecki;
- 1949-1956 – Polska, województwo warszawskie, powiat siedlecki;
- 1956-1975 – Polska, województwo warszawskie, Łosice – stolicą powiatu;
- 1975-1998 – Polska, województwo bialskopodlaskie;
- od 1999 – Polska, województwo mazowieckie, Łosice – stolicą powiatu.

## Demografia

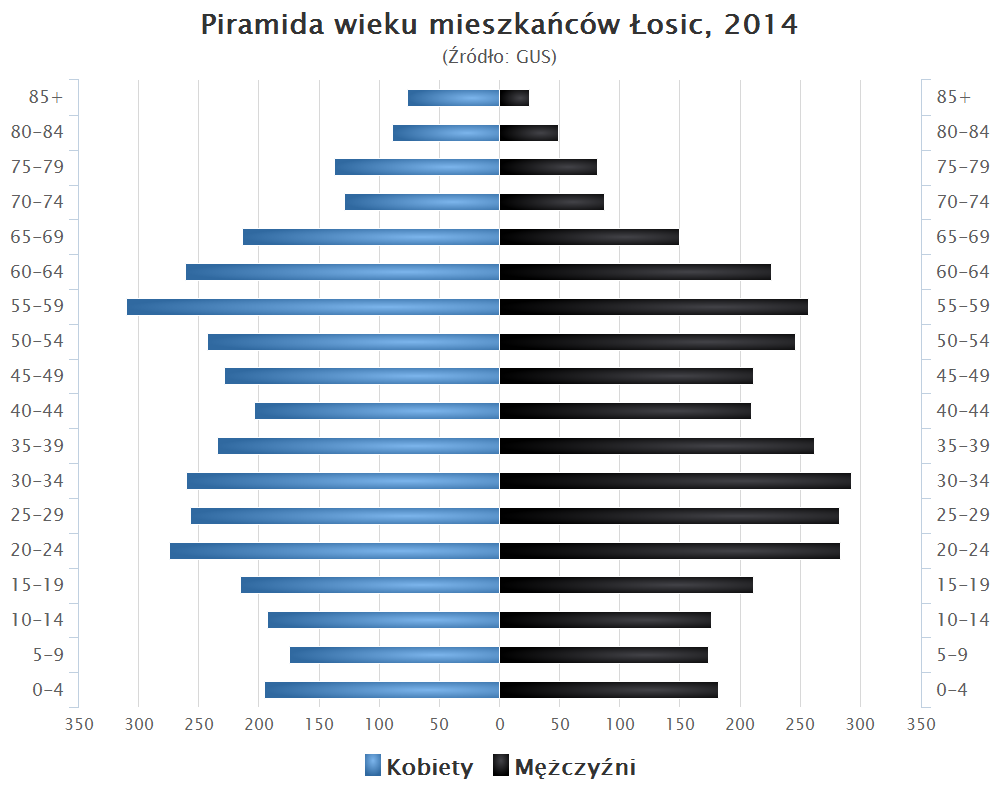
Piramida wieku mieszkańców Łosic w 2014 roku

## Zabytki

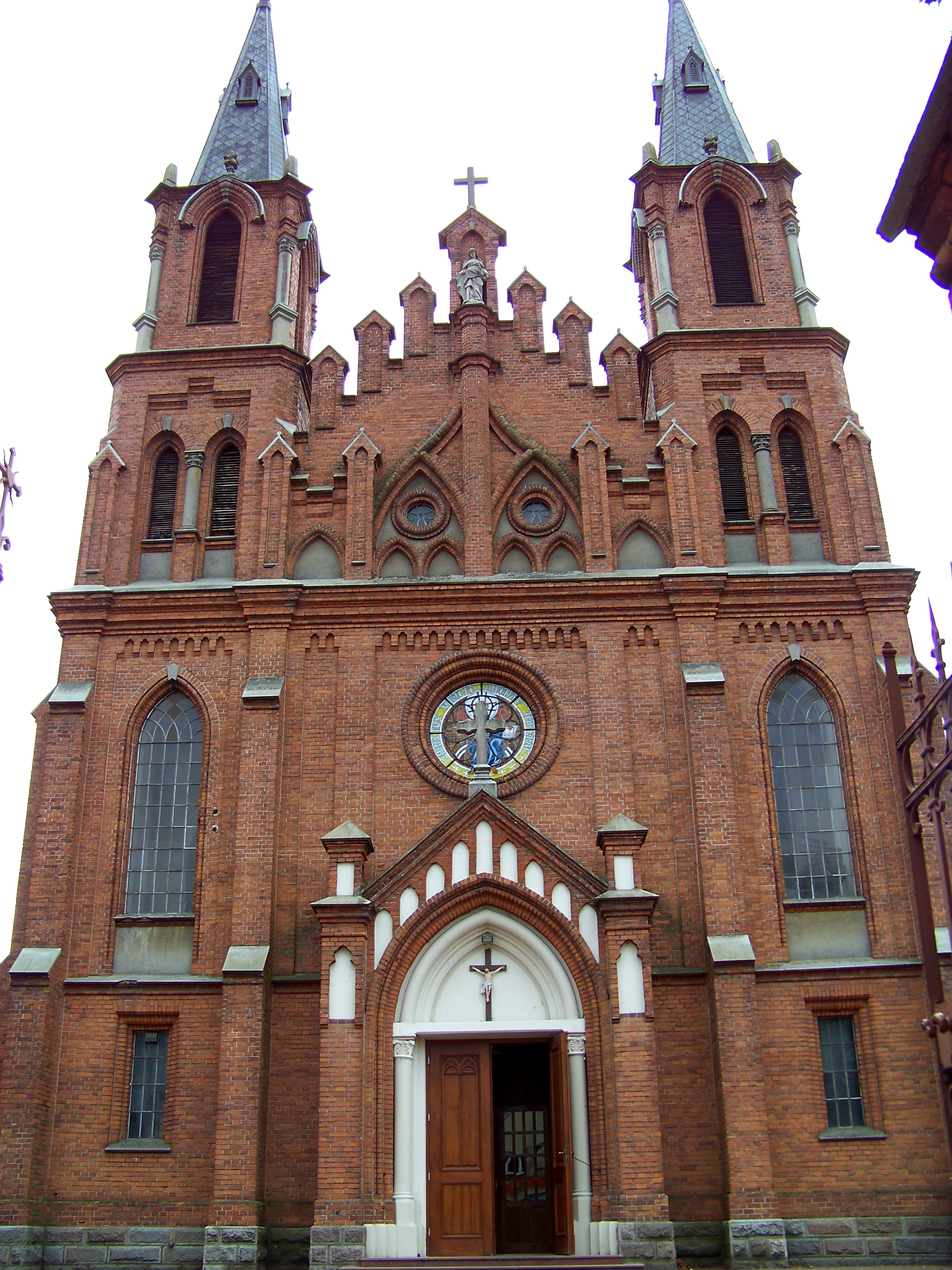
Kościół św. Zygmunta

- neogotycki kościół pw. św. Zygmunta wybudowany w latach 1906–1909, murowany w miejscu drewnianego z 1511 oraz kolejnego drewnianego z poł. XVII w., spalonego w 1878; w ołtarzu głównym obraz z XVII w. – Matki Boskiej z Dzieciątkiem z XVII w., w ołtarzu bocznym słynący cudami obraz Matki Bożej Przeczystej, pochodzący również z XVII w. zagubiony – kilkanaście lat temu wrócił do świątyni; liczne obrazy świętych, barokowe rzeźby, tablice nagrobne F. Tchórzewskiej z 1850 i ks. biskupa F.I. Lewińskiego, proboszcza łosickiego w latach 1827–1854.
- dawny klasztor księży komunistów tzw. Seminarium z pierwszej poł. XIX w.
- kaplica z 1845 pw. św. Apostołów Piotra i Pawła
- barokowa figura przydrożna z 1775 przy ul. Kolejowej
- drewniany dwór z końca XVIII w., tzw. „starostwo”, była siedziba sztabu czerwonych
- pomnik przyrody – wiąz szypułkowy o wysokości 22 m i obwodzie 330 cm
- zabytkowy cmentarz z pomnikiem na zbiorowej mogile poświęconej Dzieciom Zamojszczyzny – ofiarom zbrodni hitlerowskiej z 1943
- mogiły żołnierzy WP z 1939 – 2 km od miasta miejsce w lesie zwane Artych z płytą i krzyżem, upamiętniającymi poległych w czasie II wojny światowej mieszkańców miasta
- pomnik Józefa Piłsudskiego zrekonstruowany z 1934 oraz pomnik postawiony w dwusetną rocznicę Konstytucji 3 maja
- w miejscu istniejącej do 1878 w Łosicach cerkwi unickiej wzniesiono w 1998 obelisk z napisem: Unitom Podlaskim w miejscach kultu religijnego w 400-tą rocznicę Unii Brzeskiej – społeczeństwo ziemi łosickiej – ma on upamiętniać wydarzenia ostatnich 40 lat XIX w., gdy podczas prześladowań unitów przez carat na Podlasiu śmierć poniosło 100 osób, a wiele tysięcy aresztowano i zesłano w głąb Rosji; w trzon obelisku wmurowano dwie tablice upamiętniające 400-lecie Unii brzeskiej oraz pielgrzymkę Jana Pawła II na Podlasie; obelisk przypomina figurki stawiane przez unitów
- płyta granitowa na cerkwisku, gdzie do 1929 była cerkiew oraz cmentarz unicki, drewniana cerkiew z I poł. XVIII w. znajduje się obecnie w Dęblinie[8]
- cmentarz żydowski w Łosicach

## Gospodarka
Ośrodek usługowy regionu rolniczego; drobny przemysł.
- Laktopol – zakłady mleczarskie
- Perun – fabryka sprzętu spawalniczego

## Transport

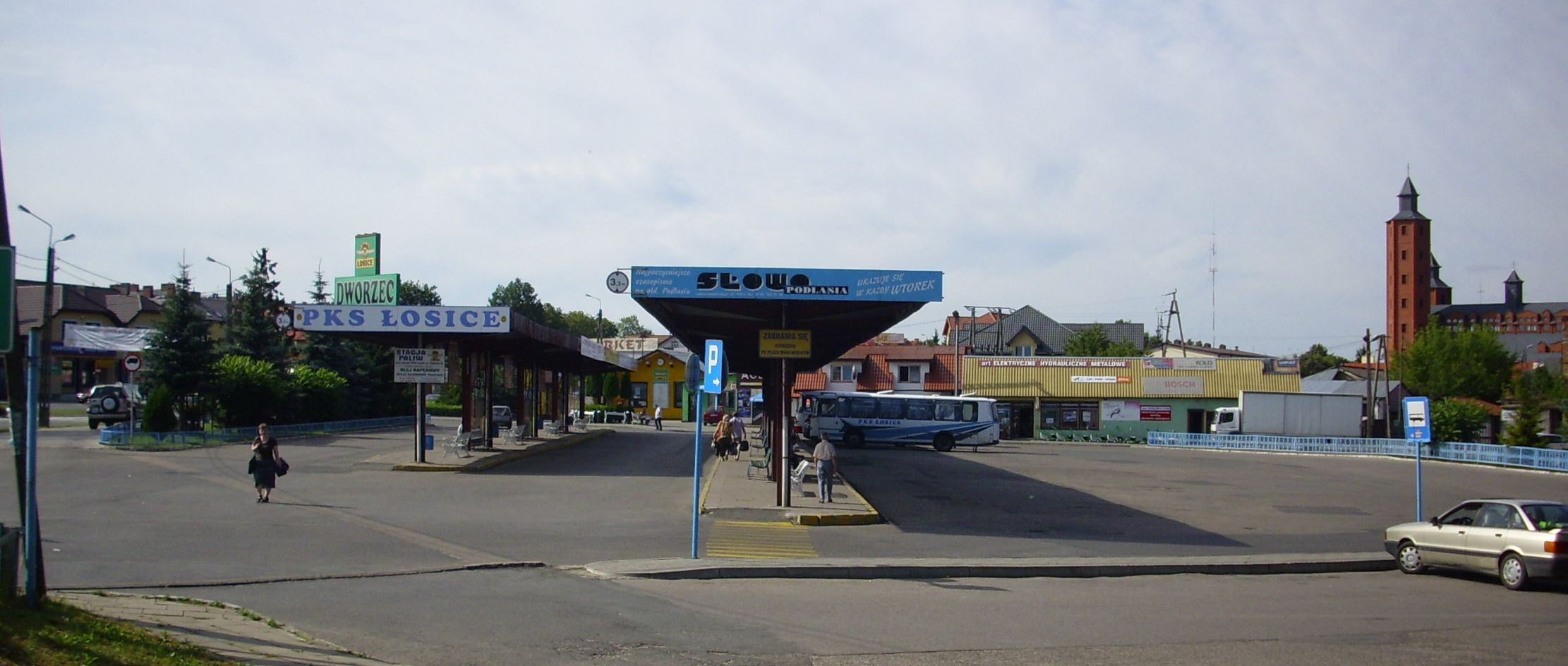
Dworzec autobusowy (2009)

W mieście krzyżują się drogi krajowe i wojewódzkie:
- 19 Kuźnica Białostocka – Białystok – Siemiatycze – Łosice – Międzyrzec Podlaski – Rzeszów,
- 698 Siedlce – Łosice – Terespol.

Łosice nie mają połączenia kolejowego. Najbliższa stacja kolejowa: Niemojki w odległości około 5 km od Łosic na linii kolejowej nr 31 Siedlce – Czeremcha – Siemianówka.

## Oświata
- Zespół Szkół Nr 1 – Szkoła Podstawowa, Liceum Ogólnokształcące,
- Zespół Szkół Nr 2 – Liceum Ogólnokształcące, Technikum, Branżowa Szkoła I Stopnia
- Zespół Szkół Nr 3 – Rolnicze Centrum Kształcenia Ustawicznego
- Zespół Placówek Oświatowo-Wychowawczych
- Państwowa Szkoła Muzyczna I stopnia im. Stanisława Moniuszki
- Poradnia Psychologiczno–Pedagogiczna
- Szkoła Podstawowa nr. 2 im. Mikołaja Kopernika

## Religia
W mieście ma siedzibę dekanat łosicki należący do rzymskokatolickiej diecezji siedleckiej i wchodzące w jego skład dwie parafie: parafia św. Zygmunta oraz parafia Trójcy Świętej. Na terenie Łosic znajduje się też Sala Królestwa miejscowego zboru Świadków Jehowy.

## Sport
W mieście do 2014 roku działał powstały w 1987 roku klub piłkarski Orzeł Łosice. Największym osiągnięciem piłkarzy Orła były występy w bialskopodlasko – siedleckiej klasie międzywojewódzkiej (czwarty poziom rozgrywek piłkarskich) w sezonach 1992/1993 i 1997/1998. W trakcie rozgrywek siedleckiej klasy okręgowej w sezonie 2013/2014 klub wycofał się z rozgrywek po 24 kolejce.